# Boundiali
Boundiali è una città, sottoprefettura e comune della Costa d'Avorio. È capoluogo della regione di Bagoué nonché dell'omonimo dipartimento. Conta una popolazione di 59 586 abitanti (censimento 2014).